# Merry-la-Vallée
Pour les articles homonymes, voir Merry.
Merry-la-Vallée est une commune française située dans le département de l'Yonne en région Bourgogne-Franche-Comté.

## Toponymie
Les formes les plus anciennes de Merry-la-Vallée sont les suivantes :
- Matriacus, viii e se (Bibl. hist. de l'Yonne, I, 348) ;
- Marriacum, 1221 (chap. d'Auxerre) ;
- Merriacum in Valle, XVe siècle (pouillé du dioc. d'Auxerre ; Lebeuf, Hist. d'Auxerre, IV, pr. no 413) ;
- Merri, 1289 (chap. d'Auxerre) ;
- Merry-lez-Églény, 1481 ;
- Mery, 1638 (chap. d'Auxerre).

### Climat
Pour des articles plus généraux, voir Climat de la Bourgogne-Franche-Comté et Climat de l'Yonne.
En 2010, le climat de la commune est de type climat océanique dégradé des plaines du Centre et du Nord, selon une étude du Centre national de la recherche scientifique s'appuyant sur une série de données couvrant la période 1971-2000. En 2020, Météo-France publie une typologie des climats de la France métropolitaine dans laquelle la commune est exposée à un climat océanique altéré et est dans la région climatique  Centre et contreforts nord du Massif Central, caractérisée par un air sec en été et un bon ensoleillement. 
Pour la période 1971-2000, la température annuelle moyenne est de 10,8 °C, avec une amplitude thermique annuelle de 16,3 °C. Le cumul annuel moyen de précipitations est de 779 mm, avec 12,6 jours de précipitations en janvier et 7,6 jours en juillet. Pour la période 1991-2020, la température moyenne annuelle observée sur la station météorologique de Météo-France la plus proche, « Aillant », sur la commune de Montholon à 9 km à vol d'oiseau, est de 11,5 °C et le cumul annuel moyen de précipitations est de 727,4 mm. 
La température maximale relevée sur cette station est de 42,7 °C, atteinte le 24 juillet 2019 ; la température minimale est de −23,5 °C, atteinte le 25 février 1986,,. 
Les paramètres climatiques de la commune ont été estimés pour le milieu du siècle (2041-2070) selon différents scénarios d'émission de gaz à effet de serre à partir des nouvelles projections climatiques de référence DRIAS-2020. Ils sont consultables sur un site dédié publié par Météo-France en novembre 2022.

## Urbanisme

### Typologie
Au 1er janvier 2024, Merry-la-Vallée est catégorisée commune rurale à habitat dispersé, selon la nouvelle grille communale de densité à sept niveaux définie par l'Insee en 2022.
Elle est située hors unité urbaine. Par ailleurs la commune fait partie de l'aire d'attraction d'Auxerre, dont elle est une commune de la couronne,. Cette aire, qui regroupe 104 communes, est catégorisée dans les aires de 50 000 à moins de 200 000 habitants,.

### Occupation des sols
L'occupation des sols de la commune, telle qu'elle ressort de la base de données européenne d’occupation biophysique des sols Corine Land Cover (CLC), est marquée par l'importance des territoires agricoles (50,3 % en 2018), une proportion identique à celle de 1990 (50,3 %). La répartition détaillée en 2018 est la suivante : 
forêts (48,3 %), terres arables (41,5 %), zones agricoles hétérogènes (6,3 %), prairies (2,5 %), zones urbanisées (1,4 %). L'évolution de l’occupation des sols de la commune et de ses infrastructures peut être observée sur les différentes représentations cartographiques du territoire : la carte de Cassini (XVIIIe siècle), la carte d'état-major (1820-1866) et les cartes ou photos aériennes de l'IGN pour la période actuelle (1950 à aujourd'hui).

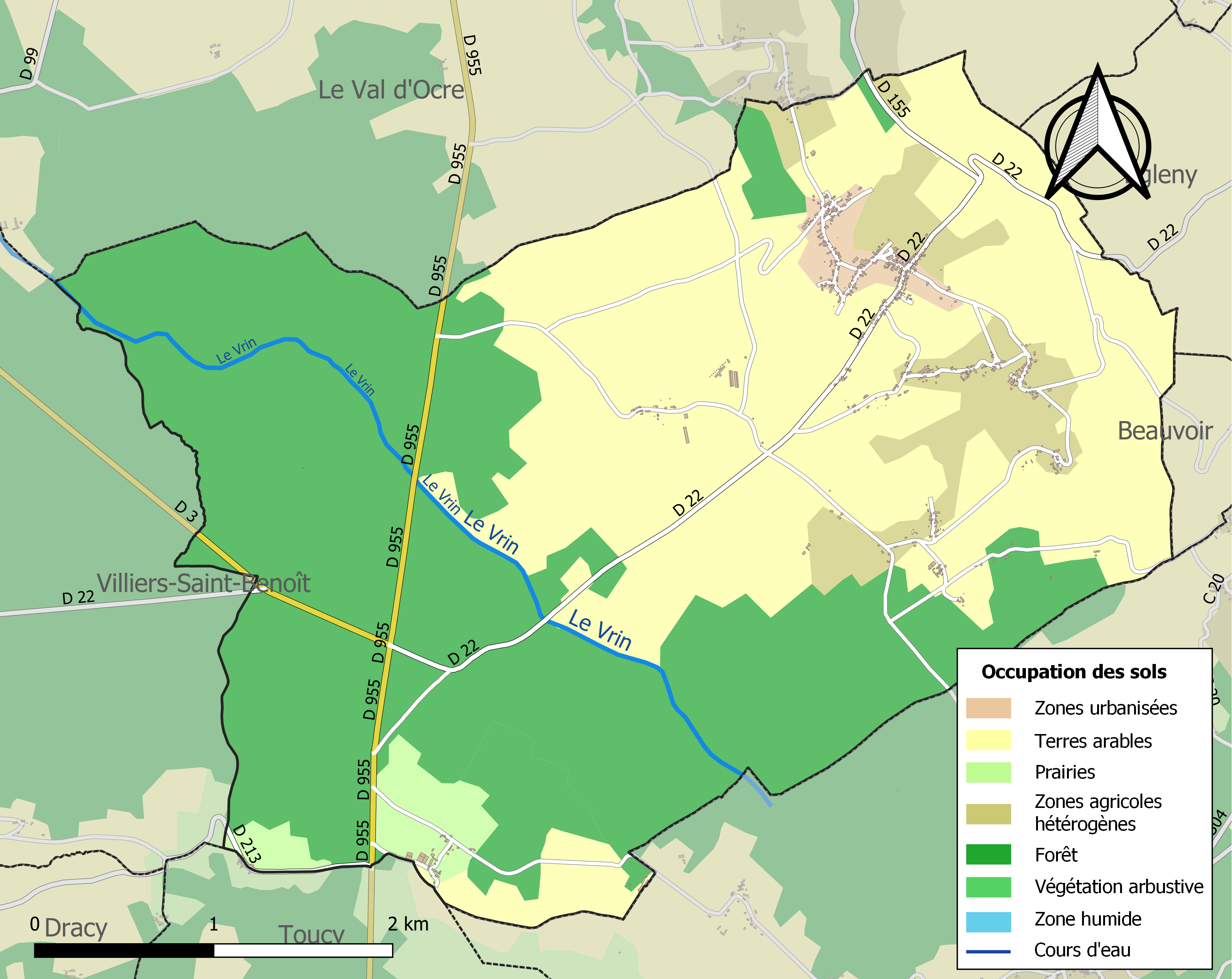
Carte des infrastructures et de l'occupation des sols de la commune en 2018 (CLC).

## Histoire
Au XIXe siècle Merry-la -Vallée dépendait du canton d'Aillant.— Seigneurie appartenant au chapitre d'Auxerre.

## Politique et administration
| Période   | Période  | Identité         | Étiquette | Qualité |
| --------- | -------- | ---------------- | --------- | ------- |
|           |          |                  |           |         |
| mars 2001 | 2008     | Jean-Luc Prévost |           |         |
| mars 2008 | En cours | Roger Charpy     |           |         |

## Démographie
L'évolution du nombre d'habitants est connue à travers les recensements de la population effectués dans la commune depuis 1793. Pour les communes de moins de 10 000 habitants, une enquête de recensement portant sur toute la population est réalisée tous les cinq ans, les populations de référence des années intermédiaires étant quant à elles estimées par interpolation ou extrapolation. Pour la commune, le premier recensement exhaustif entrant dans le cadre du nouveau dispositif a été réalisé en 2006.

En 2022, la commune comptait 361 habitants, en évolution de −4,24 % par rapport à 2016 (Yonne : −1,95 %, France hors Mayotte : +2,11 %).
| 1793 | 1800 | 1806 | 1821 | 1831 | 1836  | 1841  | 1846  | 1851  |
| ---- | ---- | ---- | ---- | ---- | ----- | ----- | ----- | ----- |
| 879  | 913  | 815  | 922  | 970  | 1 081 | 1 078 | 1 086 | 1 103 |

| 1856  | 1861  | 1866 | 1872 | 1876 | 1881 | 1886 | 1891 | 1896 |
| ----- | ----- | ---- | ---- | ---- | ---- | ---- | ---- | ---- |
| 1 023 | 1 000 | 958  | 950  | 949  | 933  | 918  | 862  | 832  |

| 1901 | 1906 | 1911 | 1921 | 1926 | 1931 | 1936 | 1946 | 1954 |
| ---- | ---- | ---- | ---- | ---- | ---- | ---- | ---- | ---- |
| 768  | 709  | 665  | 593  | 555  | 506  | 462  | 444  | 419  |

| 1962 | 1968 | 1975 | 1982 | 1990 | 1999 | 2006 | 2011 | 2016 |
| ---- | ---- | ---- | ---- | ---- | ---- | ---- | ---- | ---- |
| 402  | 354  | 335  | 325  | 344  | 362  | 416  | 406  | 377  |

| 2021 | 2022 | - | - | - | - | - | - | - |
| ---- | ---- | - | - | - | - | - | - | - |
| 364  | 361  | - | - | - | - | - | - | - |

## Lieux et monuments
- L'église date du Moyen Âge. C'est l'église paroissiale de Saint-Vincent et de Saint -Fiacre, à deux nefs, du XVe siècle[19].

- La Chapelle de Saint-Félix se situe au milieu des bois. La première mention remonte à 1270 (chapitre d'Auxerre). En 487, saint Félix, encore enfant, fut  martyrisé comme chrétien, en ce lieu. Ses reliques furent transférées dans l'église  Saint-Germain d'Auxerre. Au XVIe siècle la chapelle fut détruite pendant les guerres de religion. La chapelle actuelle a été construite en 1843 et restaurée, en 1895[20]. Marcel Poulet a décoré cette chapelle en 1997 de deux peintures murales sur le mur du chevet (tempera aux ocres locales): martyre de Saint-Félix et Massacre des Innocents avec de nombreuses références à des faits récents (bombardements, déportation, génocides africains).
- Le Château d'Arthé  - privé -

## Environnement
La commune inclut deux ZNIEFF :
- ZNIEFF des étangs, prairies et forêts du Gâtinais sud oriental[21],[22].  L'habitat particulièrement visé par cette ZNIEFF est fait d'eaux douces stagnantes ; les autres habitats inclus dans la zone sont des eaux courantes, des prairies humides et mégaphorbiaies, et des bois ;
- ZNIEFF de la prairie de fauche en vallée de Maurepas et bois voisin de la Faïencerie, 183 ha de prairies améliorées et de cultures comme habitat visé, et comprenant aussi des eaux courantes, des prairies humides et mégaphorbiaies, du bocage et des bois. Cette ZNIEFF s'étend sur les communes de Dracy, Merry-la-Vallée, Toucy et Villiers-Saint-Benoit[23].

## Pour approfondir